# Nadia Centoni
Nadia Centoni (ur. 19 czerwca 1981 roku w Bardze) – włoska siatkarka, reprezentantka kraju, grająca na pozycji atakującej. 
W kadrze narodowej zadebiutowała w 2003 roku. Wraz z reprezentacją zdobyła srebrny medal Mistrzostw Europy w 2005 roku rozgrywanych w Chorwacji.

## Sukcesy klubowe
Liga włoska:
- 2002

Puchar Francji:
- 2008, 2009, 2010, 2011, 2012, 2013, 2014, 2018

Liga francuska:
- 2008, 2009, 2010, 2011, 2012, 2013, 2014
- 2018

Liga Mistrzyń:
- 2012
- 2010

Puchar CEV:
- 2016

Liga turecka:
- 2017

## Sukcesy reprezentacyjne
Mistrzostwa Europy Juniorek:
- 1998

Mistrzostwa Europy:
- 2005

## Wyróżnienia, nagrody indywidualne
- 2008: Najlepsza atakująca zawodniczka turnieju w Abu Dhabi
- 2010: Najlepsza atakująca zawodniczka turnieju finałowego Ligi Mistrzyń[1]